# Коршунов Юрій Петрович
Ю́рій Петро́вич Ко́ршунов (* 22 вересня 1933 — † 1 серпня 2002) — радянський ентомолог, знавець систематики і фауністики лускокрилих.

## Біографія[1]
Юрій Петрович Коршунов народився 22 вересня 1933 року в с. Чорнорічка, нині це частина міста Іскітим Новосибірської області Росії. З дитинства Юрієві подобалось спостерігати за тваринами у природі та вдома, у саморобних садках, виводити метеликів з лялечок. Батьки подарували йому дитячий мікроскоп, хлопець полюбляв книги про тварин і мандрівників. 1946 року зі вчителем і чотирма шкільними товаришами він подорожував по Алтаю, з наступного року брав активну участь у обласному юнацькому географічному товаристві, почав співробітничати із Західносибірським філіалом АН СРСР, обласним краєзнавчим музеєм. У музеї він познайомився із А. Є. Штанделем, спілкування з яким визначило подальший шлях юнака в науці лепідоптерології.
Він вступив на біологічний факультет Томського університету, багато подорожував Алтаєм та Новосибірською областю, читав спеціальну літературу, очолив обласну секцію туризму і альпінізму при Будинку вчених. У 1953 році під час навчально-польової практики він після укусу кліща захворів на енцефаліт. Попри тривале лікування, цілком позбавитися від хвороби не вдалося до кінця життя.
Того ж року за пропозицією А. Штанделя юнак переводиться до Харківського університету, де на кафедрі ентомології сформувалася група ентузіастів, якою керував знаний український вчений С. І. Медведєв. Разом зі вчителем Юрій екскурсує по берегах Сіверського Дінця в районі Чугуєва, Мерефи, Покотилівки тощо. Під керівництвом Штанделя він вивчає практичну систематику метеликів.
У лютому 1954 року вони удвох їздили до Москви — ознайомилися з колекціями Московського університету, приватними колекціями, зустрілися із О. О. Яхонтов, який порадив молодому ентомологу зосередитись на вивченні денних метеликів. Тієї ж зими юнак відвідав Зоологічний інститут у Ленінграді, познайомився з відомими ентомологами О. О. Штакельбергом, Б. М. Шванвичем та іншими.
Наприкінці 3-го курсу група студентів-ентомологів проходила навчальну польову практику в Кримському заповіднику. Тут Юрій завзято збирав матеріал для дипломної роботи. У квітні наступного року його відрядили до Тростянецького району на Сумщині для боротьби із буряковим довгоносиком. Того ж літа він знову працює в Криму. Рік по тому він захистив дипломну роботу з денних метеликів Криму, склав державні екзамени, одержав диплом і повернувся до Новосибірська.
Щороку він подорожував, збираючи науковий матеріал. Останньою стала експедиція 1986 року — через післяенцефалітні ускладнення стан здоров'я вченого погіршився. З цієї причини останні сім років життя він не виходив з будівлі зоомузею Інституту систематики і екології тварин Сибірського відділення РАН і невтомно працював, аби завершити головну книгу свого життя — визначник метеликів Уралу, Сибіру та Далекого Сходу. 1 серпня 2002 року він помер через серцевий напад просто за робочим столом.

## Наукова діяльність
Ю. Коршунов підготував кандидатську дисертацію з денних метеликів Хакасії. Але через високу вимогливість відтягував її захист, вважаючи, що на досліджуваній території лишилися необстеженими «білі плями». Попри відсутність наукового ступеня, він став визнаним висококласним знавцем систематики і фауністики денних метеликів.
Він описав понад 70 таксонів лускокрилих, нових для науки, в тому числі — роди Driopa Korshunov, 1988; Erythodriopa Korshunov, 1988; Amuriana Korshunov & Dubatolov, 1984; Rubrapterus Korshunov, 1987; Inderskia Korshunov, 2000; Quinhaicus Korshunov, 1990; Kreizbergius Korshunov, 1990; Bajluana Korshunov, 1990; Goldia Dubatolov & Korshunov, 1990; Roddia Korshunov, 1995 та Sachaia Korshunov, 1990.
Ю. Коршунов здійснив експедиції, які охопили величезну територію Північної Азії — від Полярного Уралу і Ямалу до Алтаю і Забайкалля. Завдяки копіткій праці Ю. Коршунова, для десятків видів денних метеликів вдалося істотно уточнити їхнє географічне поширення. Його праці дозволяють складати переліки метеликів — мешканців певних територій, видавати регіональні Червоні книги тощо.
Вчений брав участь у IX з'їзді Всесоюзного ентомологічного товариства (Київ, 1984)
У його творчому доробку понад 160 наукових публікацій. Їх повний перелік дивись на.

## Основні праці
- Каталог булавоусых чешуекрылых (Lepidoptera, Rhopalocera) фауны СССР. — Энтомологическое обозрение, 1972, т. 51, вып. 1, с. 136—154; вып. 2, с. 352—368.
- Чешуекрылые Саратовской области. — Саратов: изд-во Саратовского университета, 1979. — 241 с. [У співавторстві з А. П. Кумаковим]
- Красная Книга СССР. Редкие и находящиеся под угрозой исчезновения виды животных и растений. Изд. второе, переработанное и дополненное. Том 1. Москва: Лесная промышленность, 1984, с. 63–93 [31 нарис у складі авторського колективу]
- Булавоусые чешуекрылые Западно–Сибирской равнины (общие сведения и определитель). В кн.: Пауки и насекомые Сибири. Новосибирск, 1985, с. 32–118.
- Дневные бабочки азиатской части России. Справочник. — Екатеринбург: изд-во Уральского государственного университета, 1995. — 202 с. [У співавторстві з П. Горбуновим]
- Дополнения и исправления к книге «Дневные бабочки Азиатской части России». — Новосибирск: Издательская группа ETA Grp, 1996. — 66 с.
- Новые описания и уточнения к книге «Дневные бабочки азиатской части России». — Новосибирск, 1998. — 71 с.
- Булавоусые чешуекрылые Урала, Сибири и Дальнего Востока: определитель и аннотации. — Новосибирск: ЗСГВХ, 2000. — 218 с.
- Определители по флоре и фауне России // Булавоусые чешуекрылые Северной Азии. Выпуск 4. — М.: Товарищество научных изданий КМК, 2002. — 424 с

## Громадська діяльність і визнання
Ю. Коршунов чимало зробив як популяризатор науки. У молоді роки вдома у нього працював неформальний юннатівський гурток, де обговорювалися результати експедицій, ділилися досвідом. Його велика бібліотека була відкрита для будь-кого, хто цікавився наукою. З-під його пера вийшло понад 70 статей — про дослідників, мандрівників, комах, необхідність охорони рідкісних видів і вцілілих куточків дикої природи. На ці ж теми він виступав по радіо і телебаченню.
Його величезна колекція метеликів зберігається у Сибірському зоологічному музеї (Новосибірськ). На честь Ю. П. Коршунова названо низку видів і підвидів комах:
попелиця Aphis korshunovi Ivanovskaja, 1971, мошка Prosimulium korshunovi Patrusheva, 1975, а також метелики:синявцеві — зефір Коршунова (Favonius korshunovi Dubatolov & Sergeev, 1982, аргус Plebejus argus korshunovi Standel, 1960 і ікар (Polyommatus icarus korshunovi P. Gorbunov, 1995); сатирида Hyponephele korshunovi Lukhtanov, 1994; сінниця глікерион (Coenonympha glycerion korshunovi Nekrutenko, 1978; косатець номіон (Parnassius nomion korshunovi Kreuzberg & Pljushch, 1992; п'ядун Coenotephria korshunovi Viidalepp, 1976
Пам'яті вченого присвячений інтернет-сайт http://jugan1.narod.ru [Архівовано 2 квітня 2022 у Wayback Machine.].